# Oh Land (album)
Albums de Oh Land
Fauna
(2008)
Singles
1. Sun of a Gun
Sortie : 4 octobre 2010
2. Rainbow
Sortie : Mai 2011
3. White Nights
Sortie : 22 mai 2011
4. Speak Out Now
Sortie : 28 novembre 2011

Oh Land est le deuxième album, éponyme, de l'artiste danoise Oh Land. Il est sorti au Danemark le 14 mars 2011 et le 6 juin 2011 en France. Cet album a reçu des critiques généralement positives. Avant que l'album ne sorte, un EP du même nom est publié le 8 février 2011 aux États-Unis, celui-ci est composé de 4 chansons déjà incluses dans l'album ("Sun of a Gun", "White Nights", "Rainbow" et "Wolf & I"). Cet album est classé disque de platine au Danemark.
L'album est réédité le 5 décembre 2011 au Danemark avec trois titres supplémentaires : Speak Out Now, Twist et En Linedanser.

## Singles
- Sun of a Gun, sorti le 4 octobre 2010, est le premier single issu de son deuxième album. Cette chanson s'est classée à la 31e place du classement danois.
- Rainbow, sorti en mai 2011, est le deuxième single de Oh Land issu de son deuxième album.
- White Nights, sorti le 22 mai 2011, est le troisième single issu de son deuxième album. Cette chanson s'est classée à la 13e place du classement danois, cette chanson est certifiée disque d'or au Danemark[3].
- Speak Out Now, sorti le 28 novembre 2011, est le quatrième single issu de son deuxième album. Cette chanson s'est classée à la 4e place du classement danois, cette chanson est certifiée disque d'or au Danemark[4].

## Liste des morceaux
| No  | Titre           | Auteur                             | Producteur | Durée |
| --- | --------------- | ---------------------------------- | ---------- | ----- |
| 1.  | Perfection      | Nanna Øland Fabricius, Dan Carey   | Carey      | 4:59  |
| 2.  | Break the Chain | Fabricius, Dave McCracken          | McCracken  | 3:17  |
| 3.  | Sun of a Gun    | Fabricius, Jimmy Harry             | McCracken  | 3:25  |
| 4.  | Voodoo          | Fabricius, Carey                   | Carey      | 2:51  |
| 5.  | Lean            | Fabricius, Carey                   | Carey      | 3:28  |
| 6.  | Wolf & I        | Fabricius, Owen Beverly            | Carey      | 4:37  |
| 7.  | Human           | Fabricius, Evan Bogart             | Carey      | 4:08  |
| 8.  | White Nights    | Fabricius, McCracken               | McCracken  | 3:45  |
| 9.  | Helicopter      | Fabricius, Lester Mendez           | Mendez     | 3:31  |
| 10. | We Turn It Up   | Fabricius, McCracken, Brian Fallon | McCracken  | 2:31  |
| 11. | Rainbow         | Fabricius, McCracken               | McCracken  | 3:21  |

| 12. | Sun of a Gun        | 3:23 |
| 13. | Sun of a Gun (Live) | 3:20 |
| 14. | White Nights (Live) | 3:42 |
| 15. | Wolf & I (Live)     | 5:04 |
| 16. | Perfection (Live)   | 4:43 |

| 12. | Speak Out Now | 3:28 |
| 13. | Twist         | 2:52 |
| 14. | En Linedanser | 3:38 |

## Classements et certifications
| Classement                      | Position |
| ------------------------------- | -------- |
| Danemark (IFPI Denmark)         | 5        |
| États-Unis (Billboard 200)      | 184      |
| États-Unis (Rock Albums)        | 43       |
| États-Unis (Top Heatseekers)    | 5        |
| États-Unis (Alternative Albums) | 24       |

| Pays     | Certification |
| -------- | ------------- |
| Danemark | Platine       |

## Date de publication
| Pays        | Date de Parution | Label        | Format      | Édition  |
| ----------- | ---------------- | ------------ | ----------- | -------- |
| Danemark    | 14 mars 2011     | Fake Diamond | CD, digital | Standard |
| États-Unis  | 15 mars 2011     | Epic Records | CD, digital | Standard |
| Canada      | 24 mai 2011      | Sony Music   | CD, digital | Standard |
| France      | 6 juin 2011      | Sony Music   | CD, digital | Standard |
| Pologne     | 13 juin 2011     | Sony Music   | CD, digital | Standard |
| Allemagne   | 5 août 2011      | Sony Music   | CD, digital | Standard |
| Italie      | 25 octobre 2011  | Epic Records | CD, digital | Standard |
| Royaume-Uni | 21 novembre 2011 | RCA Records  | CD, digital | Standard |
| Danemark    | 5 décembre 2011  | Fake Diamond | Digital     | Deluxe   |